# Oltre la legge (film 2010)
Oltre la legge (Once Fallen) è un film del 2010 diretto da Ash Adams.

## Trama
San Pedro, Los Angeles, California. Chance torna a casa dopo una detenzione di cinque anni di carcere in seguito al tradimento di un poliziotto della DEA corrotto che fa fallire lo scambio di una partita di droga. Determinato a cambiare vita, cerca di fare la pace con il padre Liam, un ex boss che controllava il traffico di merci nel porto di Los Angeles, ora capo della Fratellanza ariana in prigione. Liam si trova in carcere da 20 anni, a scontare l'ergastolo, per aver picchiato a morte un uomo davanti al figlio di 8 anni, "Beat", amico fraterno di Chance, dopo aver visto quest'ultimo con un occhio ferito a seguito dell'ennesima violenza inflittagli.
Dopo il ritorno a casa, Chance scopre di avere un figlio di cinque anni, August, e la sua ex ragazza, Kat, appena lo vede tornare, abbandona lui e il figlio. Ad aiutare Chance ad accudire il piccolo sarà poi Pearl, una delle ragazze che lavorano al night di Eddie. Chance si trova però presto invischiato di nuovo in un affare di droga per aiutare il suo amico Beat, il quale da anni deve assumere psicofarmaci perché traumatizzato dopo la morte violenta del padre. Beat ha un debito di diverse decine di migliaia di dollari con Eddie, il quale è a tempo perso anche organizzatore di incontri di lotta clandestina a cui cerca di far partecipare anche Chance per saldare il debito dell'amico. Intanto, il poliziotto della DEA corrotto Rath, che aveva tradito Chance facendogli passare cinque anni in carcere, ha in mano una nuova grossa partita di cocaina e decide prima di contattare Liam in carcere, per smistarla con l'appoggio degli Ariani, quindi Chance, il quale rifiuta la proposta.
A seguito di un furto di denaro, Rath uccide Beat nel corso di una colluttazione, quindi organizza un agguato a casa di Chance durante il quale Pearl viene picchiata gravemente e il figlio August viene rapito. Chance si reca nel rifugio di Rath, uccide uno dei suoi colleghi e si trova sul punto di uccidere anche lui proprio davanti al bambino quando si ferma giusto in tempo, memore dei problemi psicologici che hanno torturato per tutta la vita Beat, che aveva dovuto subire, da bambino, lo stesso trauma. Nel finale, gli Ariani uccidono Liam in carcere perché questi aveva stipulato diversi accordi con la banda dei neri, cosa inaccettabile per la Fratellanza, per difendere lo stesso Chance fuori dal carcere.

## Date di uscita
Le date di uscita internazionali nel corso del 2010 e del 2011 sono state:
- 24 aprile 2010 negli Stati Uniti d'America (Once Fallen), anteprima al Newport Beach International Film Festival.
- 2 novembre 2010 negli Stati Uniti d'America (Once Fallen), uscita DVD e Blu-ray.
- 3 febbraio 2011 in Argentina (Los caídos), uscita DVD.
- 11 agosto 2011 in Germania (Once Fallen - Einer wird verlieren!), uscita DVD.
- agosto 2011 in Italia (Oltre la legge), uscita DVD.